# Shera Bechard

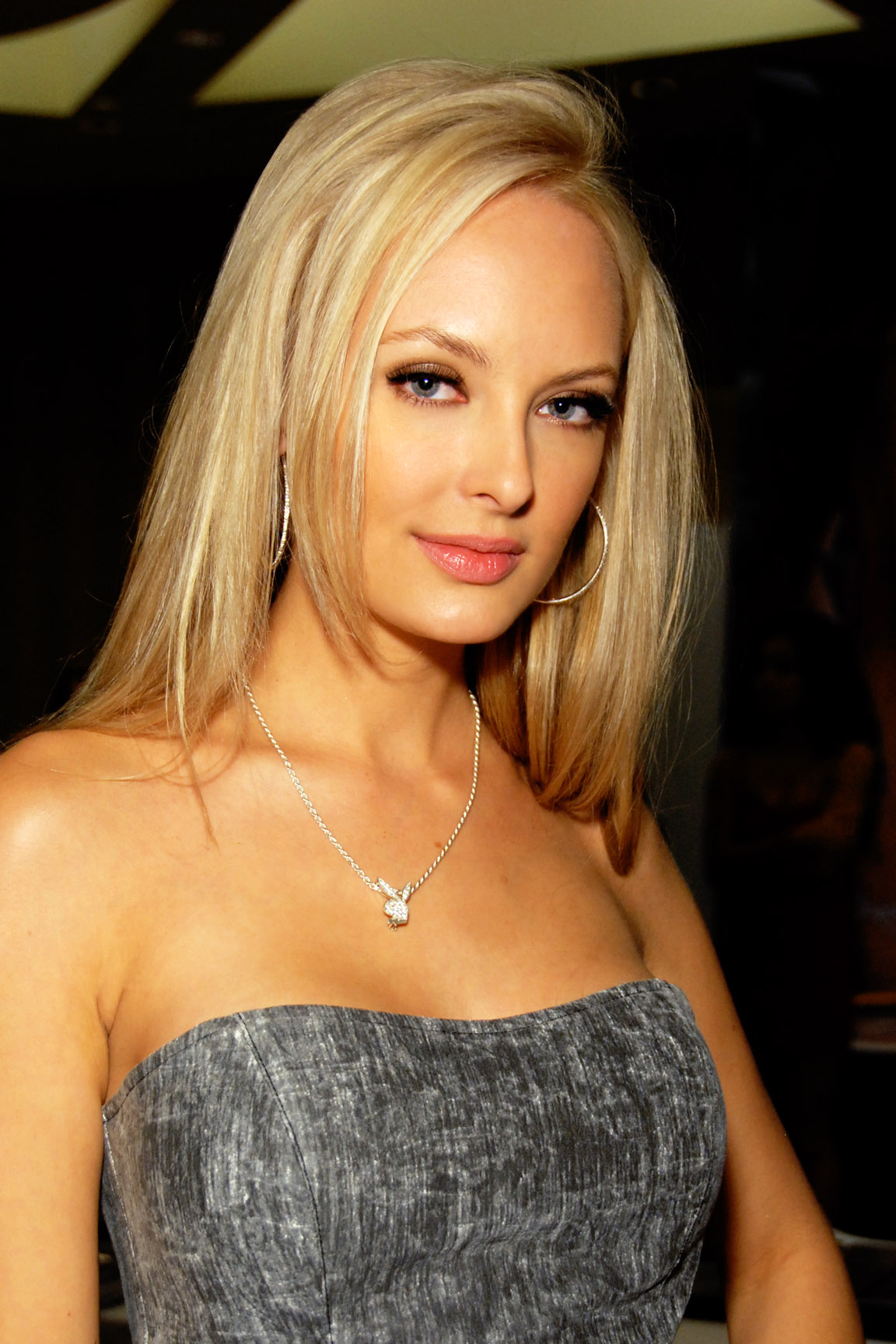
Shera Bechard (2010)

Shera Lorraine Marie Bechard (* 14. September 1983 in Kapuskasing, Ontario) ist ein kanadisches Model, das zum Playboy-Playmate des Monats November 2010 gewählt wurde. Zudem tritt sie sporadisch als Schauspielerin in Erscheinung.

## Leben
Bechard wuchs in Kapuskasing auf. Im Alter von 18 Jahren zog Bechard nach Toronto, um eine Model-Karriere zu verfolgen.
In ihren Jahren als Model arbeitete sie unter anderem mit Marcus Klinko, George Whiteside, Ian Cuttler und dem Rock-Sänger und Gelegenheitsfotografen Bryan Adams. Sie arbeitete auch mit dem Regisseur Andrew Thomas Hunt, der sie 2009 in seinem Film Sweet Karma in der Hauptrolle der Karma besetzte.
2011 war sie eine Lebensgefährtin des Playboy-Gründers Hugh Hefner.
Die Tageszeitung The Wall Street Journal berichtete im April 2018, dass Bechard eine Affäre mit dem republikanischen Fundraiser Elliott Broidy hatte. Nachdem sie von Broidy Ende 2017 schwanger wurde, ließ Bechard eine Abtreibung durchführen. Ihr Anwalt Keith Davidson handelte über Michael Cohen, seinerzeit Anwalt von US-Präsident Donald Trump, die Zahlung von 1,6 Mio. US-Dollar als Schweigegeld aus. Am 6. Juli 2018 reichte Bechard in Kalifornien Klage gegen Broidy, Davidson und Michael Avenatti ein, da Broidy Zahlungen der restlichen Schweigegeldsumme einstellte.

## Filmografie
- 2007: World’s Sexiest Nude Women (DVD-Produktion)
- 2009: Sweet Karma